# Hyperolius lucani
Espèce
Statut de conservation UICN

 DD  : Données insuffisantes
Hyperolius lucani est une espèce d'amphibiens de la famille des Hyperoliidae.

## Répartition
Cette espèce est endémique de  l'enclave de Cabinda en Angola, mais sa localité type "Locam Landana dictum, in frondibus Borassorum" reste introuvable.

## Taxinomie
Cette espèce pourrait être un synonyme de Hyperolius ocellatus.

## Étymologie
Cette espèce est nommée en l'honneur du Dr. A. Lucan (-1884).

## Publication originale
- Rochebrune, 1885 : Vertebratorum novorum vel minus cognitorum orae Africae occidentalis incolarum. Diagnoses (1). Bulletin de la Société Philomathique de Paris, sér. 7, vol. 9, p. 86-99 (texte intégral).